# Птицы-мыши (отряд)
Пти́цы-мы́ши, или мыша́нки (лат. Coliiformes) — отряд птиц, включающий одноимённое современное семейство и одно или несколько вымерших семейств. Современные представители отряда являются эндемиками Африки южнее Сахары, в то время как ископаемые остатки, которые учёные относят к периоду от раннего эоцена, помимо Африки были обнаружены в Европе и Северной Америке.
К отряду птиц-мышей относят один из самых ранних известных таксонов класса птиц — найденный в Нью-Мексико вымерший вид Tsidiiyazhi abini возрастом около 62,5 млн лет.

## Систематика
Положение птиц-мышей среди всего класса птиц является предметом дискуссий. В прошлом их связывали родством с Passeriformes, Musophagidae, Cuculidae (Crotophaginae), Apodidae, Trogonidae. Современные учёные отмечают сходство и возможное родство с Piciformes (Indicatoridae) и Cuculiformes. Некоторые морфологические характеристики говорят о сестринском положении птиц-мышей и попугаеобразных (Psittaciformes). В частности, у обеих групп сухожилие, отвечающее за разгибание большого пальца (лат. extensor digitorium longus), связано с фалангами других пальцев. О связи с попугаеобразными писал также Chubb, опубликовавший в 2004 году молекулярный анализ последовательности ядерных генов.
Как бы то ни было, птицы-мыши — это изолированная группа, которая была выделена в отдельный отряд Джеймсом Мурье в 1872 году. Согласно некоторым молекулярным исследованиям, этот отряд обособлен на уровне парвакласса Coliae.
Современное семейство птиц-мышей включает два рода с шестью видами. Помимо современных видов к отряду относят большое количество ископаемых таксонов.
Мликовский включил роды Selmes, Masillacolius, Eoglaucidium, Primocolius в семейство Zygodactylidae отряда Piciformes.

## Описание
Небольшие птицы с очень длинным хвостом и коротким и толстым клювом. Ступенчатый хвост в два раза длиннее корпуса и состоит из 10—12 жёстких рулевых перьев. Из-за такого хвоста мелкие, размером чуть больше воробья, птицы кажутся крупнее. У птиц-мышей мягкие контурные перья волосяного типа со слабо развитыми крючочками. На голове 1—2 аптерии, хорошо развит хохолок. Половой диморфизм отсутствует.
Скелет птиц-мышей обладает рядом характерных особенностей. От других птиц их отличает строение черепа, крыльев, лап и пигостиля. Вертлужная впадина (cotyle) в дорсальной части Ulna очень крупная. На cranial side tibiotarsus cnemial crests and patellar crest образуют ограниченный гребенем жёлоб. Представители отряда могут двигать вперёд-назад первым и четвёртым пальцем независимо друг от друга, из-за чего строение лапы у птиц-мышей может быть помимо анизодактильного, как пампродактильным, так и зигодактильным. Когти сильные и загнутые. Сухожилие, отвечающее за разгибание большого польца, связано с другими пальцами; эта анатомическая особенность позволяет птицам-мышам крепко держаться за ветки и висеть на них, как это делают летучие мыши.
У птиц-мышей наблюдается большое количество паразитов: ленточных червей, mites, ticks, flies, перьевых вшей. Некоторые перьевые вши эндемичны и отмечены только у птиц-мышей. При этом они находятся в родстве с перьевыми вшами, паразитирующими на африканском карликовом соколе (Polihierax semitorquatus).

## Распространение
Современные птицы обитают в Африке южнее Сахары. Это единственный отряд птиц, являющийся эндемиком этого континента. Окаменелые остатки архаичных форм представителей отряда, которые были найдены на территории Европы и Северной Америки, относят к раннему и среднему эоцену. По-видимому, этот отряд в палеогене отличался большим разнообразием по сравнению с современным положением.

## Питание
Основу рациона современных птиц-мышей составляют фрукты и листья. Ферментация листьев происходит в передней кишке, у птиц-мышей отсутствуют зоб и слепая кишка, а кишечник — короткий и широкий. Челюстной аппарат приспособлен к разрезанию мягких плодов и выщипыванию или высасыванию сочной мякоти.
При необходимости птицы-мыши пьют воду, при этом механизм питья схож с голубеобразными (Columbiformes): птицы-мыши опускают клюв в воду и втягивают её, в то время как остальные птицы набирают в клюв воду и запрокидывают голову, чтобы проглотить её. По наблюдениям Роуэн, бурокрылые птицы-мыши пьют воду регулярно, краснолицые — в разгар лета и до ранней осени, а белоспинные — только в исключительно жаркую и сухую погоду. В пустынях Намиб и Калахари краснолицые птицы-мыши пьют воду не тогда, когда особенно жарко, а когда нет сочных плодов (они либо слишком зелёные, либо вялые)

## Поведение
Маленькие птицы-мыши, существенную часть рациона которых составляют медленно перевариваемые травы, имеют проблемы с поддержанием постоянной температуры тела во время отдыха. Для сохранения энергии в холодную погоду они отдыхают в тесных группах и, возможно, впадают в оцепенение, а для усиления «брожения» — часто принимают «солнечные ванны», поднимая оперение и подставляя брюхо солнечным лучам.
Социальное поведение птиц-мышей связано в первую очередь с необходимостью сохранения энергии, в то время как обычно птицы формируют стаи для совместной охраны территории или защиты от хищников. Вероятно, совместное гнездование у Phoeniculus purpureus также связано с проблемами с терморегуляцией, хотя здоровые птицы могут выдерживать температуры до −10. Схожие исследования проводились и для Melanerpes formicivorus, но прямой связи терморегуляции и социального поведения, в отличие от птиц-мышей, показано не было.

## Размножение
У птиц-мышей самая маленькая масса яиц относительно массы тела среди всех птиц, не использующих гнездовой паразитизм.

## Эволюция
Представителей отряда относят к живым ископаемым, скелет птиц-мышей почти не изменился за 22 млн лет. Остатки современных форм птиц-мышей известны, начиная с позднего эоцена. Российский орнитолог Евгений Алексанрович Коблик предполагает, что древние птицы-мыши отделилась от «праракшеобразных» до того, как эта группа разделилась на несколько современных отрядов.
Уникальное расположение этого небольшого отряда привлекает к нему внимание учёных, изучающих систематику и эволюцию надотряда Neoaves. В частности, учёные исследуют радиацию класса птиц после мел-палеогенового массового вымирания, происходившего около 66 млн лет назад. Обнаруженный в формации Накимиенто в Нью-Мексико, Tsidiiyazhi abini возрастом около 62,5 млн лет является самым древним представителем отряда (и одним из древнейших представителей класса птиц) и показывает, что уже через несколько миллионов лет после массового вымирания эволюция птиц включала специализацию лапы.